# Mort d'encre
 (février 2012).
Si vous disposez d'ouvrages ou d'articles de référence ou si vous connaissez des sites web de qualité traitant du thème abordé ici, merci de compléter l'article en donnant les références utiles à sa vérifiabilité et en les liant à la section « Notes et références ».
Mort d'encre (titre original : Tintentod) est le troisième tome d'une trilogie d'aventure écrite par Cornelia Funke. Le premier tome de la série intitulé Cœur d'encre est publié en 2003 et adapté au cinéma en 2008. Le second tome, Sang d'encre, a été publié en 2009. Aucun film sur le deuxième tome n'est encore prévu.

## Résumé
Depuis que Doigt de poussière est mort et que Tête de vipère est au pouvoir, l'histoire qui retient Meggie et Mo a pris un tour plus violent que jamais. Mais avec l'arrivée de l'hiver vient l'espoir. Si seulement Mo pouvait corriger les erreurs du passé et faire un pacte avec la Mort... Mais celle-ci exige bien des sacrifices.

## Personnages (classés par ordre alphabétique)
- Balbulus : Balbulus est un célèbre enlumineur. Néanmoins, il est cupide et obsédé par l'argent.
- Batiste
- Barbe Noire
- Basta : Homme de main de Capricorne, c'est un assassin. Très superstitieux, il ne se sépare jamais de son couteau fétiche.
- Brianna : Fille ainée de Doigt de Poussière, servante de Violante.
- Capricorne
- Cockerell : homme de main de capricorne
- Cosimo : Père de Jacopo, mari de Violante
- Cristal de rose : Homme de verre de Fenoglio.
- Danseur de nuage : ami de doigt de poussière , il a été funambule .
- Darius : Ancien lecteur de Capricorne. Quand il est nerveux, il bégaie.
- Despina : Fille de Minerve
- Doigt de poussière : Danseur de Feu ambulant,mari de Roxanne, père de Brianna et Rosanna , maître de Farid , a deux martres apprivoisées(gwin et louve) . Il mourra pour faire revenir à la vie Farid , puis revint d’entre les morts (après avoir passé un pacte avec la mort) .
- Doria : Jeune brigand amoureux de Meggie, petit frère de l'hercule
- Éclat de fer : Homme de verre d'Orphée.
- Élinor : tante de Resa, grand-tante de Meggie
- Farid : voleur sorti du livre pendant le premier tome
- Femmes Blanches : Filles de la mort, elles sont fascinés par le feu.
- Femmes de la Forêt
- Fenoglio : Auteur de cœur d'encre , grand père de Pipo , Paula
- Fléau des Elfes : Brigand.
- Fulvio
- Gecko : Brigand, il élève les oiseaux.
- Gwin : Martre apprivoisée de Doigt de Poussière.
- Hérisson
- Ivo : Fils ainé de Minerve.
- Jacopo : enfant de Violante et de Cosimo, petit-fils de Tête de Vipère et du Prince Insatiable
- Jambe de bois
- Jaspis : Deuxième homme de verre d'Orphée, petit frère d'Éclat de Fer, ami de Farid.
- Jehan: fils de Roxane.
- L'hercule : Brigand. Son vrai nom est Lazaro
- L'Ortie : Guérisseuse, elle aidera Resa à sauver Mo.
- L'ours : Ours apprivoisé du Prince Noir.
- Le Balafreur
- Le Chat-huant : Guérisseur.
- Le Fifre : Ménestrel de Tête de Vipère, il déteste Mo.
- Le Gringalet : Demi frère de Tête de Vipère il gouvernera Ombra à sa place pendant un temps.
- Le Poucet:garde du corps de Tête de vipère.
- Le Prince du sel
- Le Prince insatiable
- Le Prince noir : Chef des brigands.
- Louve : Martre apprivoisée par Doigt de poussière .
- Luc: meilleur ami de Doria.
- Meggie : Fille de Mo, langue magique.
- Mina
- Minerve : Elle a logé Fenoglio pendant un temps, mère de Despina et d'Ivo.
- Mo : Père de Meggie, mari de Resa. Il est surnommé couramment le Geai bleu.
- Monseigneur : Brigand. Il n'aime pas Mo.
- Mortola : Mère de Capricorne, empoisonneuse. Elle est surnommée la Pie.
- Nez aplati : homme de main de Capricorne
- Oiseau de suie : Cracheur de feu ambulant, beaucoup moins bon que Doigt de Poussière. Il utilise des produits chimiques et de la fumée toxique,
- Orphée : est un lecteur talentueux,  il utilisera malheureusement son talent en tant que méchant .
- Oss : Garde du corps d'Orphée.
- Paula : petite fille de Fenoglio
- Pipo : petit garçon de Fenoglio
- Renard Ardent : Incendiaire sous la gouverne de Capricorne. À la disparition de ce dernier, il dirigea pendant un cours temps les incendiaire avant d'être tuée par Mo.
- Resa : Femme de Mo, mère de Meggie.
- Rico
- Rosanna: fille de Roxane et de Doigt de poussière .
- Roxane : Femme de Doigt de Poussière, mère de Brianna , Rosanna et Jehan .
- Sucre D'orge
- Tadeo
- Tête de vipère : Roi diabolique qui gouverne le monde d'encre, rendu immortel par le livre de Mo, il a une peur bleu de la Mort.
- Tullio
- Violante : Fille de Tête de Vipère, Mère de Jacopo Veuve de Cosimo elle aidera Mo à s'échapper deux fois de suite des prisons de Tête de Vipère.
- Vito

## Édition
Cornelia Funke, Mort d'encre, Gallimard, collection Hors-série littérature, 21 janvier 2010  (ISBN 978-2070622030)

## La tétralogie
1. Cœur d'encre, 2004 (Tintenherz, 2003)
2. Sang d'encre, 2009 (Tintenblut, 2005)
3. Mort d'encre, 2010 (Tintentod, 2007)
4. Die Farbe der Rache, 2023